# 金沢スタジアム
金沢スタジアム（かなざわスタジアム、英: Kanazawa Stadium）は、石川県金沢市の金沢城北市民運動公園内にあるサッカーやラグビーなどの球技専用スタジアム。施設は金沢市が所有し、金沢市スポーツ事業団、石川ツエーゲン（ツエーゲン金沢運営会社）、ケィ・シィ・エスが指定管理者として運営管理を行っている。
地元金沢市に本社を置くゴーゴーカレーグループが命名権を取得しており「金沢ゴーゴーカレースタジアム」（略称「ゴースタ」）の呼称を用いている（後述）。

## 概要
金沢市の市制百年記念事業として整備された城北市民運動公園内にあった金沢市民サッカー場の老朽化に伴う改修を計画していた金沢市が、J2リーグ規格への改修を検討するにあたり、スムーズな観客動線や飲食スペースなど座席以外の「おもてなし空間」の確保をJリーグ側から求められたことを踏まえて、移転新築に方針転換して2019年に建設事業が始まったものである。同年10月にはサッカー場の基本設計に着手。梓設計中部支社を設計者に選定し、収容人員は1万人としつつ、将来的にJ1スタジアム基準となる1万5千人規模への拡張も可能な設計とした。建設工事費を約75億円とし、2024年度の供用開始を目指すとした。
本体部の建築工事は熊谷組・植木組・鈴木建設・北陸工建の共同企業体（JV）が担当する。2021年9月28日、移転・新築される金沢市民サッカー場の起工式および安全祈願祭が行われた。2024年春の完成予定で、事業費は約79億8,000万円を見込む。また、今後はサッカー場内に設置される大型映像装置の発注も予定している。
2022年5月18日、Jリーグ・ツエーゲン金沢を運営する石川ツエーゲンの社長らが改築後の金沢市民サッカー場を2024年シーズンからホームスタジアムとする旨の要望書を金沢市に提出した。
建設事業の実施に当たっては、2022年9月16日から同年12月31日までクラウドファンディングが行われ、約5,639万円が集まった。この資金はグループ利用可能な座席や車椅子席などの設置といったサッカー場の観戦環境の向上に充てられる。
施設名称については2023年2月、名称を「金沢スタジアム」とする方針を固め、金沢市議会3月定例議会に条例改正案を諮り、金沢市公園条例（昭和39年条例第8号）の改正により「金沢スタジアム」が正式名称となった。
2023年8月4日、金沢市は指定管理者として石川ツエーゲン、ケィ・シィ・エス、金沢市スポーツ事業団で構成する共同事業体を選定した。期間は2023年10月1日から2026年3月末までとなる。指定管理者の説明会には12団体が参加したが、応募したのは1団体であったとしている。
2024年1月11日には内覧会が開かれた。2月18日に行われたツエーゲン金沢vsカターレ富山のプレシーズンマッチが杮落としとなり、8,566人の入場者を集めた。試合は富山が4-1で勝利。
2025年3月16日に初めてラグビーの試合が開催された（ALL早稲田大-ALL慶応大）。

## 施設概要
運動公園南の本田圭佑クライフコートと、ジュニアスポーツコートのある場所に新築整備したもので、延床面積は約19,000㎡。メインスタンド・バックスタンドは鉄筋コンクリート造・鉄骨造地上4階建て（バックスタンドは3階建て）で、全席座席・屋根付き。南側サイドスタンド（ホームゴール裏）は屋根付き1層構造の立ち見席。北側サイドスタンド（アウェーゴール裏）は将来拡張を想定したエリアで屋根は無く奥行も狭い設計である。大型映像装置が北側サイドスタンド後方に設置されている。
導線はメインスタンド・南側サイドスタンド・バックスタンドをつなぐ2階コンコースが中心となり、1階と3階はVIPエリアとなっている。
一般的なサッカースタジアムの席種に加えて下記が特筆すべき設計である。
- プレミアムラウンジ席 - 2階メインスタンドの真ん中で冷暖房完備の専用ラウンジ席。
- フィールドシート - メインスタンドの最前列よりも更に一段下にあり、ピッチに一番近い席。備え付けのQRコードからスタジアムグルメも注文可能。
- テラスシート - メインスタンドの2階層目に位置し複数人で利用可。
- バラエティシート - バックスタンドに下記4種類[17]。
  - カウンター席
  - テーブルシート
  - ソファシート
  - 畳シート

将来的に、サッカー場の周囲には多目的スペースや約500平方メートルの備蓄倉庫を整備し、災害時の防災拠点としても活用する予定。

## ギャラリー

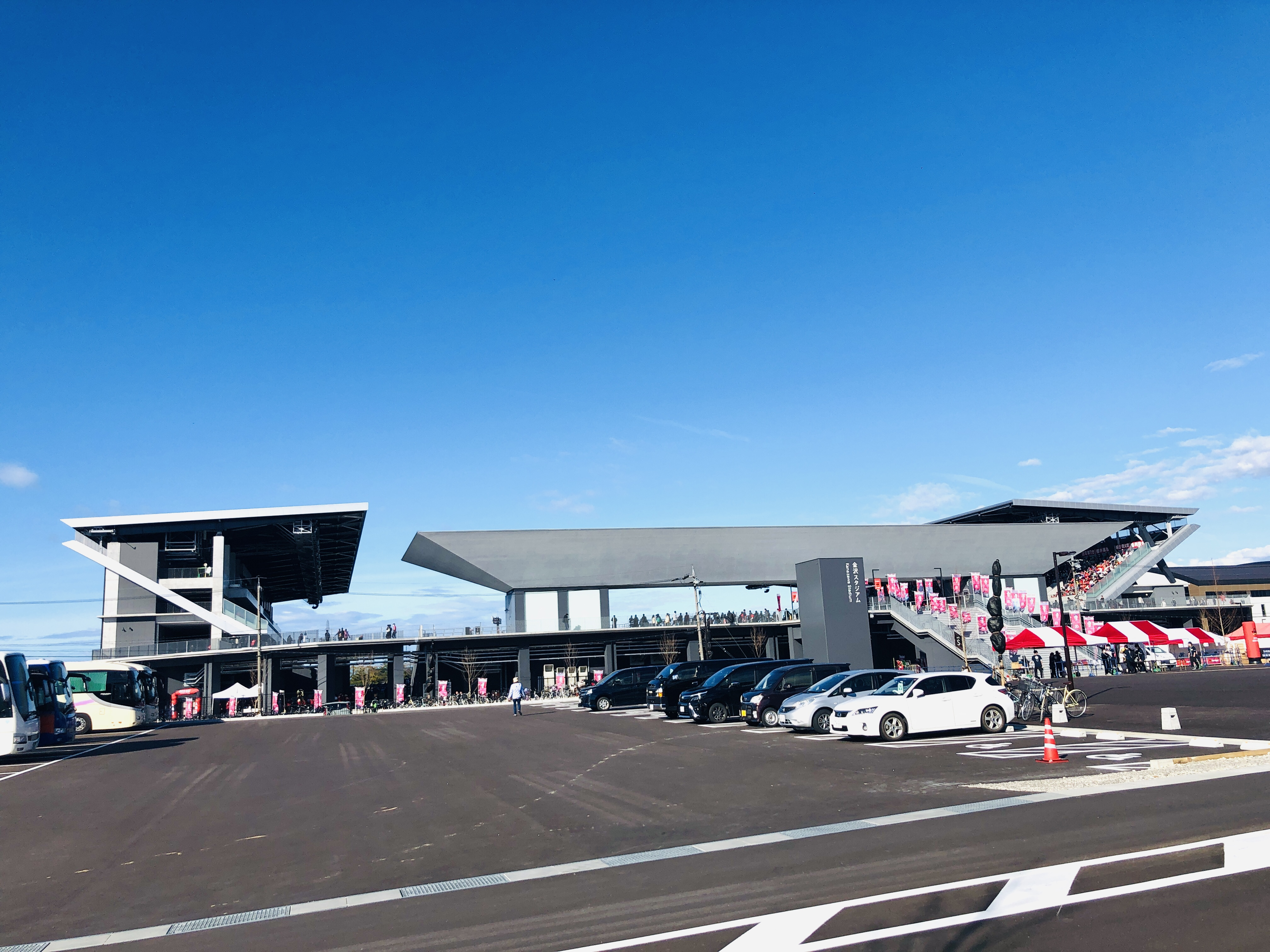
外観
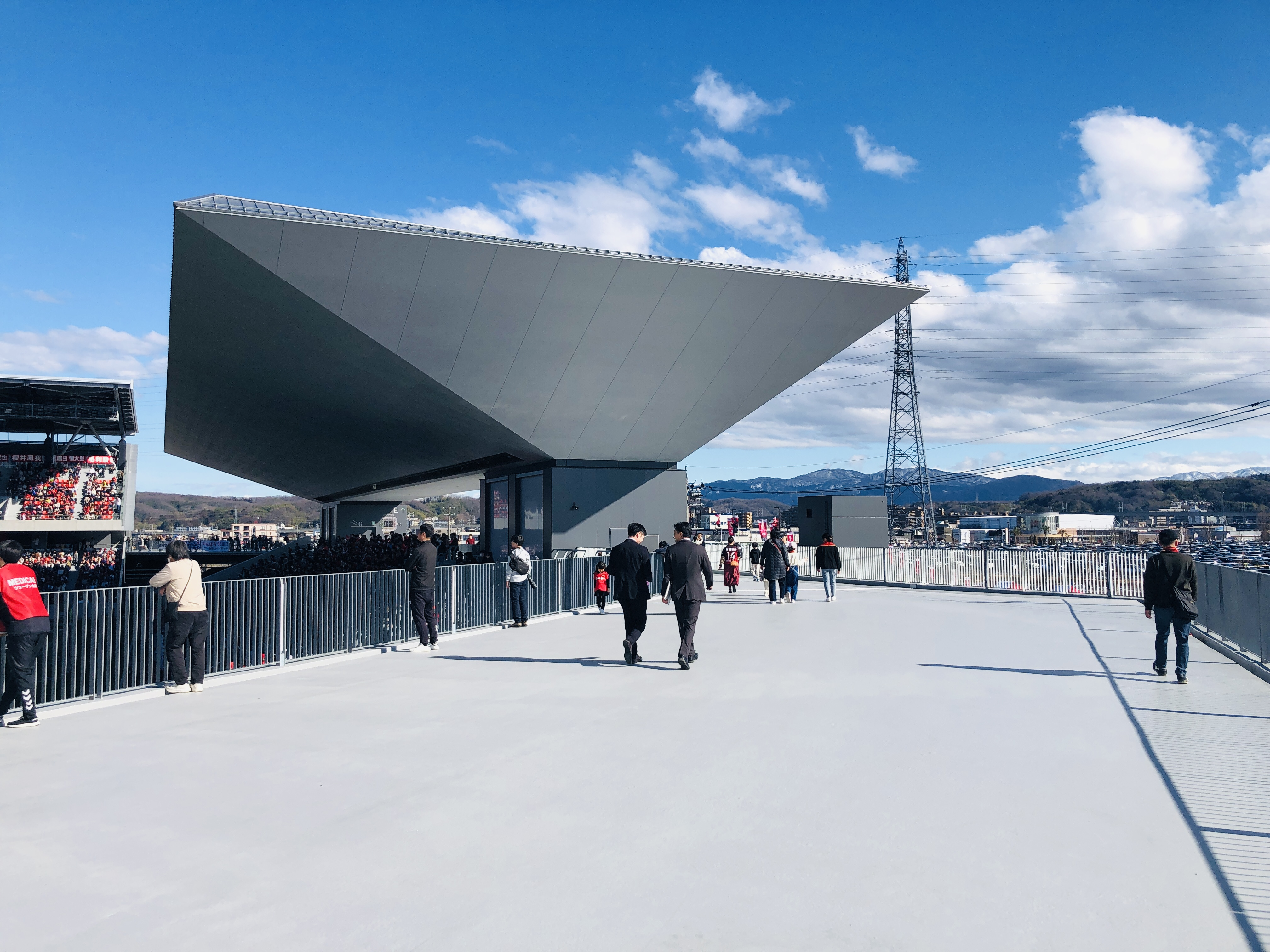
背景には日本アルプス

## 命名権
命名権については2023年6月から財源確保のため民間の企業・団体を対象に「3年以上・年額1200万円以上」の条件で公募したところ、2023年8月18日にゴーゴーカレーグループが優先交渉者に選定されたことを発表した。同社によるスタジアム名称は「金沢ゴーゴーカレースタジアム」（英: Kanazawa Go Go Curry Stadium）で契約期間は5年間・年額3111万円を予定している。

## 金沢市民サッカー場
城北市民運動公園内に1991年に整備された北陸初のサッカー専用スタジアム。収容人員は3,010人で照明は無し、電光表示式スコアボードが設置。第46回国民体育大会のサッカー競技の会場として使用された他、地域の高校サッカーや社会人サッカーの大会などで使用された。
2024年2月17日をもって供用終了となった。他の施設を建設するために2025年6月末までに取り壊された。

## アクセス
- 電車
  - IRいしかわ鉄道線 東金沢駅より徒歩15分[21] (入線メロディーにツエーゲンのテーマを使用)
  - 金沢駅より徒歩30分[21]
  - 北陸鉄道浅野川線 磯部駅より徒歩20分[22][注釈 1]
- バス
  - 金沢駅金沢港口（西口）より西日本ジェイアールバス城北運動公園線にて「城北市民運動公園（金沢プール前）」下車、徒歩10分[21]
    - ツエーゲン金沢試合日には金沢駅金沢港口（西口）と石川県庁、イオン金沢店からそれぞれ無料シャトルバスが運行される[23]。
- 自動車
  - 金沢東インターチェンジから車で5分[21]